# روبن جاميلل
روبن جاميلل (بالإنجليزية: Robin Gammell)‏ هو ممثل أمريكي، ولد في 22 سبتمبر 1936 في كندا.

## أعمال

### أفلام
- (1997) رجل الغموض الدولي[1][2]
- (1997) اتصال[3][4][5]
- (1998) بول وورث[6]

## وصلات خارجية
- روبن جاميلل على موقع IMDb (الإنجليزية)
- روبن جاميلل على موقع ألو سيني (الفرنسية)
- روبن جاميلل على موقع أول موفي (الإنجليزية)
- روبن جاميلل على موقع قاعدة بيانات برودواي على الإنترنت (الإنجليزية)
- روبن جاميلل على موقع قاعدة بيانات الأفلام السويدية (السويدية)
- روبن جاميلل على موقع قاعدة بيانات الفيلم (الإنجليزية)
- روبن جاميلل على موقع كينوبويسك (الروسية)